# Корогодин, Владимир Иванович
Влади́мир Ива́нович Корого́дин (4 января 1929 года, Сталино (с 1961 — Донецк), СССР — 31 октября 2005, Дубна, Россия) — советский и российский биолог. Основные области исследований: радиобиология, генетика, радиоэкология, проблемы эволюции, теоретическая биология. Научные руководители: Б. Н. Тарусов, Н. В. Тимофеев-Ресовский.

## Биография
Родился 4 января 1929 года в г. Сталино (с 1961 г. — Донецк), СССР. Отец — Иван Павлович Корогодин (бывш. военный), мать — Евгения Антоновна Корогодина (ур. Писаревская). В 1947 г. поступил на физический факультет МГУ. В 1948 г. перевелся на биологический факультет МГУ и в 1952 г. окончил МГУ по кафедре генетики. Отработал год (1952—1953 гг.) зоотехником-оленеводом на Крайнем Севере. В 1953 г. начал работать старшим лаборантом на кафедре биофизики биолого-почвенного факультета МГУ и в 1958 г. защитил кандидатскую диссертацию. В 1961 г. был приглашен в Институт медицинской радиологии АМН СССР в Обнинске, где создал лабораторию радиобиологии клеток и тканей. В 1966 г. защитил докторскую диссертацию. В 1972 г. организовал лабораторию генетики и селекции дрожжей в Институте генетики и селекции промышленных микроорганизмов (Москва). В 1977 г. начал радиобиологические исследования в Объединённом институте ядерных исследований (г. Дубна), где создал Сектор биологических исследований.
Основными направлениями исследований являлись пострадиационное восстановление клеток, мутагенез, критерии биологической эволюции.
Своими учителями Владимир Иванович считал Бориса Николаевича Тарусова и Николая Владимировича Тимофеева-Ресовского. Б. Н. Тарусов заведовал кафедрой, где Корогодин работал с 1953 по 1961 год и начал свои исследования пострадиационного восстановления клеток дрожжей. С Н. В. Тимофеевым-Ресовским Корогодин встретился впервые в 1956 г. на лекции в МГУ, их научные и дружеские связи продолжались до смерти Николая Владимировича.
Умер 31 октября 2005 года. Похоронен на Большеволжском муниципальном кладбище в Дубне.

## Научные исследования

### Пострадиационное восстановление

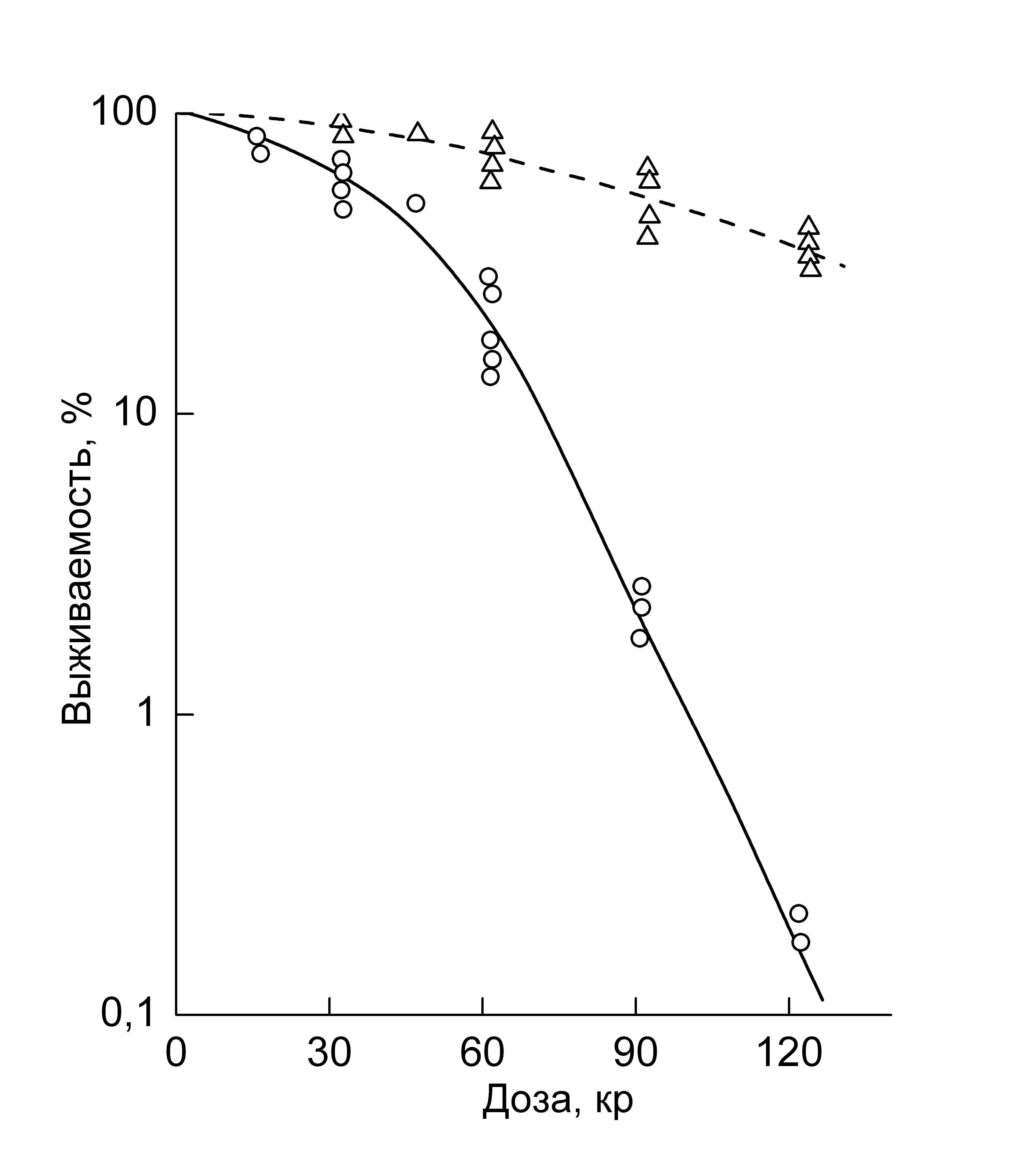
Кривые выживания дрожжевых клеток

Первые исследования В. И. Корогодина были посвящены действию ионизирующих излучений на клетки дрожжей и легли в основу его открытия эффекта пострадиационного восстановления (диплом на открытие с приоритетом от марта 1957 г). Он обнаружил, что летально повреждённые клетки дрожжей погибают не сразу, без деления (как считалось раньше), а спустя несколько циклов размножения. Корогодин показал, что клетки в митотическом покое способны восстанавливаться от радиационных повреждений (рис). Позже появились публикации других авторов, показывающие реальность пострадиационного восстановления клеток самых разных биологических объектов (Н. В. Лучник, Т. Альпер, Р. Ф. Кимбэл и др.). В. И. Корогодин, совместно с коллегами, изучил зависимость эффекта восстановления от условий культивирования дрожжей и плоидности клеток, показал, что гибель облученных гаплоидных и диплоидных клеток происходит за счет повреждений одного типа — двойных разрывов ДНК, вызывающих различные нарушения хромосом. Совместно с Ю. Г. Капульцевичем и В. Г. Петиным был проведен математический анализ процесса пострадиационного восстановления клеток. Завершением исследований по классической радиобиологии В. И. Корогодин считал получение доказательства участия процессов восстановления в проявлении зависимости относительной биологической эффективности (ОБЭ) от линейной передачи энергии (ЛПЭ) излучений. Концепцию зависимости ОБЭ от ЛПЭ излучений он изложил, совместно с Е. А. Красавиным, в статье, опубликованной в 1982 г.

### Каскадный мутагенез и хромосомная нестабильность клеток

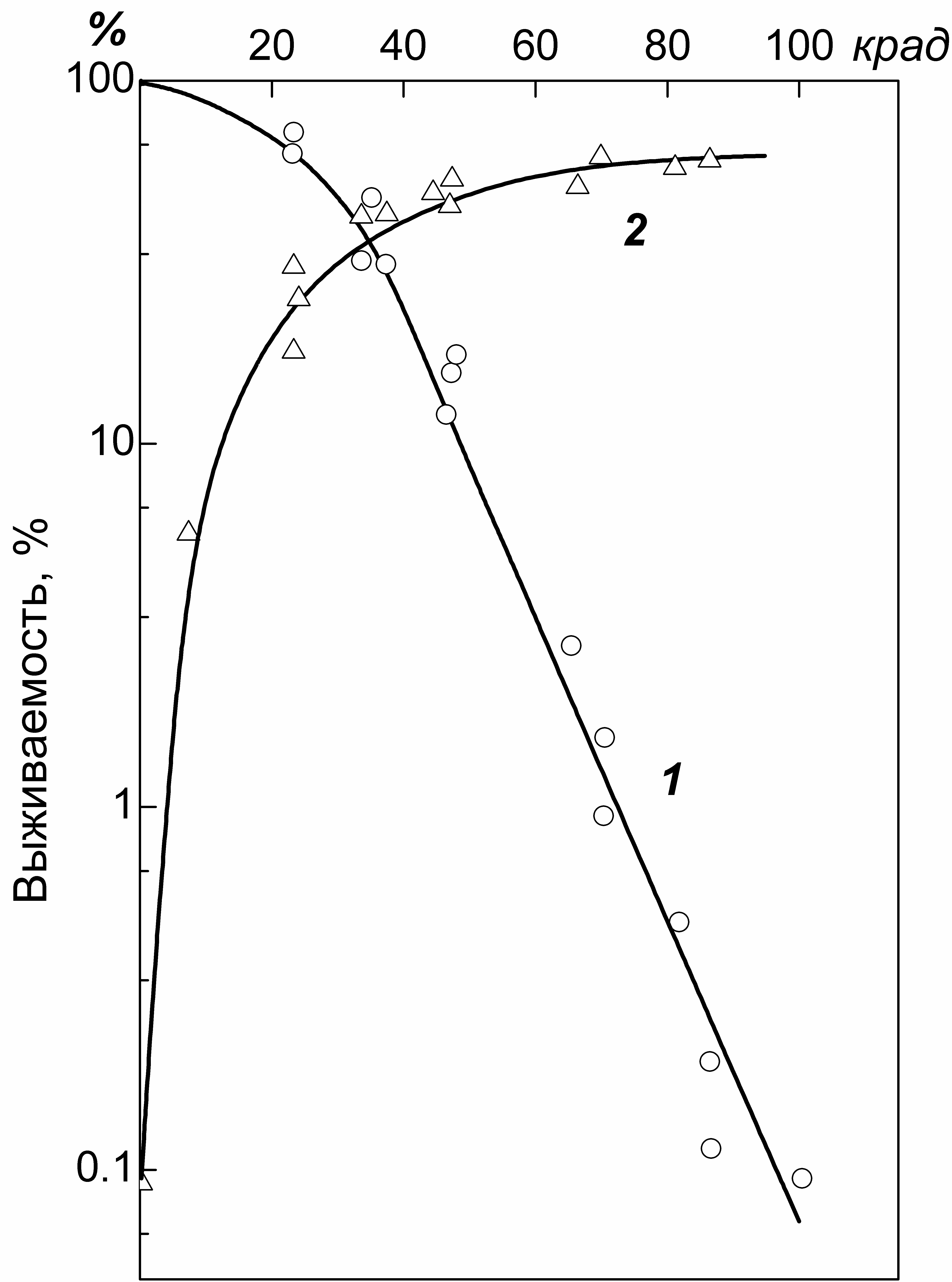
Выживаемость (1) и относительное количество сальтантов (2)

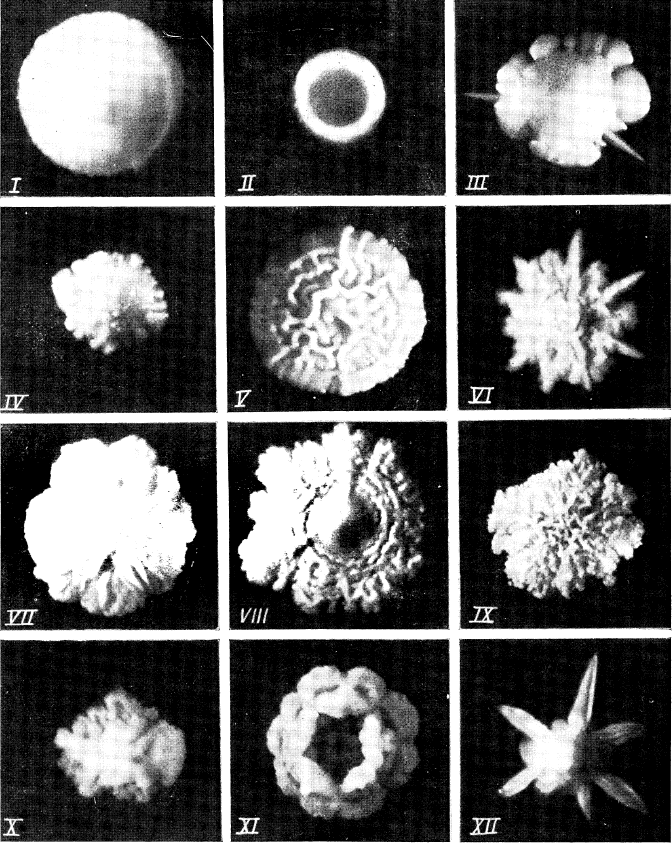
Колонии дрожжей разных радиорас.

В конце 60-х гг. прошлого века В. И. Корогодин, совместно с К. М. Близник и другими коллегами, обнаружил и описал «каскадный мутагенез»: лучевое расообразование и нестабильность клонов у дрожжей (см. фото колоний дрожжей разных радиорас). Образование «сальтантов» ранее было описано Г. А. Надсоном и Г. С. Филипповым в 1932 году. Характерные черты явления были впервые изучены в работах В. И. Корогодина: связь нестабильности с нарушениями генетического аппарата, летальными мутациями, представляющими собой крупные хромосомные аномалии. Корогодин отметил, что хромосомные аберрации могут служить материалом для прогрессивной эволюции, а генные мутации только «пришлифовке» организма к экологической нише. Выводы Корогодина и его коллег о высокой вероятности расообразования в неоптимальных условиях культивирования клеток (в том числе, в области плеча кривой выживания, см. рис.), возможности суммирования в клетке хромосомных аберраций и наибольшем числе наследственных изменений в гибнущей части популяции имеют особое значение для изучения последствий в области стрессовых воздействий, где накопление повреждений происходит во времени и приводит к селекции и адаптации части клеток и организмов.

### Функциональная концепция мутагенеза

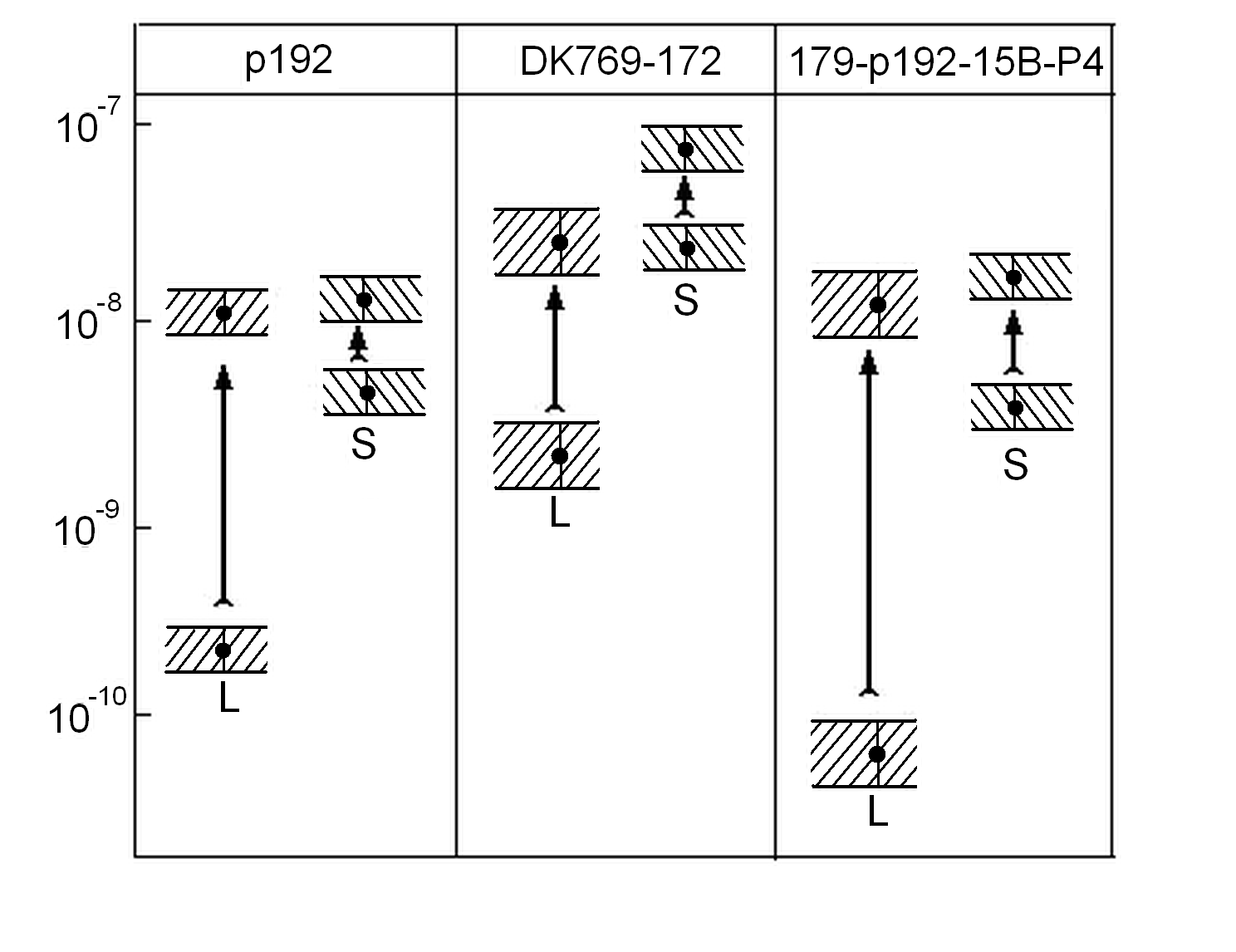
Повышение частоты мутаций в дерепрессированном гене ade2 («L») и супрессорных «S» генах. Слева — частота мутирования генов.

В 1970 году В. И. Корогодин сформулировал гипотезу о влиянии функциональной активности гена на его мутабильность. В 1980-х эта гипотеза была проверена на системе биосинтеза аденина ауксотрофных по аденину клеток дрожжей. Эксперименты показали, что на среде с дефицитом аденина происходит более активная транскрипция аденинового гена, а частота мутирования повышается на 2-3 порядка, в то время как в генах-супрессорах она повышается, но не столь значительно (работа опубликована в 1987 году: Ильина В. Л., Корогодин В. И., Файси Ч. Зависимость частоты спонтанного возникновения реверсов разных типов у ауксотрофных по аденину дрожжей от содержания аденина в среде. // Генетика. — 1987. — Т. 23. — № 4. — С. 637—642.). Через год ту же идею высказал Д. Кэрнс. В 1988 году его группа опубликовали данные по селекции Escherichia coli на лактозе.

### Радиоёмкость экосистем

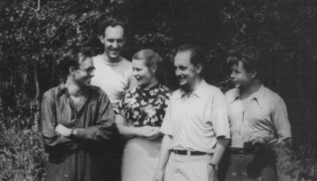
Слева направо: В. И. Корогодин, Л. С. Царапкин, Н. А. Порядкова, Н. В. Лучник, О. В. Малиновский. Миас, 1956.

Во второй половине 1940-х гг. на Урале Н. В. Тимофеев-Ресовский и его сотрудники начали систематическое изучение влияния ионизирующих излучений на биогеоценозы. Ими были получены данные по величинам коэффициентов накопления радионуклидов представителями флоры и фауны, проведены наблюдения по действию низких и высоких концентраций радионуклидов на биоту. Корогодин столкнулся с проблемами радиоэкологии в 1956 г., когда был направлен вместе с сотрудниками кафедры биофизики МГУ для оценки распределения жидких высокорадиоактивных загрязнений в озере Карачай. Он понял важную роль микроорганизмов в механизме естественного самоочищения непроточного водоёма: радионуклиды — микроорганизмы — донные отложения и описал этот механизм формулами А = С S (H + K h) и F = K h / (Н + K h), где А — общая радиоактивная загрязнённость водоёма; С — удельная загрязнённость воды; Н — площадь поверхности и S — средняя глубина водоёма, K — коэффициент накопления радионуклидов в грунте; h — толщина сорбирующего слоя грунта; F — «фактор радиоёмкости» водоёма, то есть доля радиоактивных загрязнений, аккумулированных донными отложениями. Корогодин ввёл понятие радиоёмкости непроточного водоёма (совместная с А. Л. Агре статья была опубликована в 1960 г). Это понятие было широко использовано при оценке последствий Чернобыльской аварии.

### Информация как феномен жизни
Анализ прогрессивной эволюции в биологии привёл В. И. Корогодина к изучению свойств информации и информационных систем. Корогодин выделил главные свойства информационных систем: способность к «целенаправленным» действиям и расслоение на «информационную» и «динамическую» подсистемы. Он рассмотрел динамику информации от ранних этапов эволюции физических информационных систем до систем с биологической информацией — генетической, поведенческой и логической. Особое внимание В. И. Корогодин уделил динамике биологической информации в биосфере. В связи с этим он подчеркнул важную роль «побочного продукта» жизнедеятельности организмов в изменении среды обитания. Концепция побочного продукта дополнила тезис В. И. Вернадского о том, что в процессе воспроизводства живого вещества воспроизводятся и условия его обитания. Одной из проблем, затронутой В. И. Корогодиным, является взаимодействие ноосферы и техносферы, связанной с автогенезом информации.

## Членство в научных организациях и обществах, награды

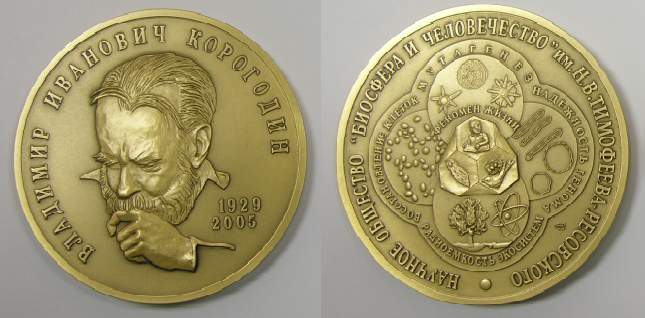
Медаль «Феномен жизни». Санкт-Петербургский монетный двор

В. И. Корогодин являлся членом Научного совета по радиобиологии АН СССР (РАН) (с 1962) и редакционного совета журнала «Радиобиология» («Радиационная биология. Радиоэкология») (с 1965), Российской научной комиссии по радиационной защите (с 1992), членом Международного союза радиоэкологии (с 1995) и Международного союза экоэтики (с 2002). В 1994 г. В. И. Корогодин был избран действительным членом Российской академии естественных наук и Нью-Йоркской академии наук. Одним из первых, В. И. Корогодин был награждён медалью им. Н. В. Тимофеева-Ресовского (1992, диплом № 7). В 2006 г. Научное общество им. Н. В. Тимофеева-Ресовского и Учёный совет Медицинского радиологического центра РАМН учредили медаль «Феномен жизни» и премию им. В. И. Корогодина молодым ученым стран бывшего СССР, защитившим диссертацию и продолжающим свою научную деятельность в области генетики, радиобиологии и радиоэкологии.

## Избранные труды В. И. Корогодина
- Корогодин В. И. 1957. Некоторые закономерности роста макроколоний после облучения дрожжевых клеток гамма-лучами радиокобальта. Биофизика 2(2): 178—186.
- Агре А. Л., Корогодин В. И. 1960. О распределении радиоактивных загрязнений в непроточном водоеме. Мед. радиол.1: 67-73.
- Корогодин В. И. 1966. Проблемы пострадиационного восстановления. М: Атомиздат.
- Тимофеев-Ресовский Н. В., Иванов В. И., Корогодин В. И. 1968. Применение принципа попадания в радиобиологии. М: Атомиздат.
- Корогодин В. И. Близник К. М., Капульцевич Ю. Г. 1977. Закономерности формирования радиорас у дрожжевых организмов. Сообщение XI. Факты и гипотезы. Радиобиология 17(4): 492—499.
- Корогодин В. И., Красавин Е. А. 1982. Факторы, определяющие различия в биологической эффективности ионизирующих излучений с разными физическими характеристиками. Радиобиология 22(6): 727—738.
- Корогодин В. И. 1985. Кариотаксоны, надежность генома и прогрессивная биологическая эволюция. Природа 2: 3 — 14.
- Ильина В. Л., Корогодин В. И., Файси Ч. 1987. Зависимость частоты спонтанного возникновения реверсов разных типов у ауксотрофных по аденину дрожжей от содержания аденина в среде. Генетика 23(4): 637—642.
- Кутлахмедов Ю. А., Поликарпов Г. Г., Корогодин В. И. 1988. Принципы и методы оценки радиоемкости экосистем. Эвристичность радиобиологии. Киев: Наук. думка. С. 109—115.
- Korogodin V.I., Korogodina V.L., Fajszi Cs., et al 1991 On the dependence of spontaneous mutation rates on the functional state of genes. Yeast 7: 105—117.
- Korogodin V.I. Assessing radioactive hazards. In: Sakharov Remembered, ed. S.D. Drell, S.P. Kapitsa. 1991/ American Institute of Physics, NY; 177—184. Похожая статья: В. И. Корогодин. Принципы оценки радиационной опасности. ж. Природа, 1990, № 8, 34-38.
- Korogodin V.I. 1993. The study of post — irradiation recovery of yeast: the «premolecular period». Mutat. Res 289: 17 — 26. Похожая статья: В. И. Корогодин. 1999. Домолекулярный период исследований пострадиационного восстановления клеток. «Радиационная биология. Радиоэкология». № 6. Т. 39. С. 597—604.
- Корогодин В. И. Школа Н. В. Тимофеева-Ресовского. В кн.: Николай Владимирович Тимофеев — Ресовский. Очерки. Воспоминания. Материалы. 1993 /Ред. Н. Н. Воронцова. М., Наука: 252—269. Статья В. И. Корогодина о школе Н. В. Тимофееве-Ресовском в Интернете.
- Корогодин В. И., Кутлахмедов Ю. А. 1993. Проблемы загрязнения радионуклидами больших территорий. Мед. радиология. 38(8): 5-11.
- Корогодин В. И., Корогодина В. Л. 2000. Информация как основа жизни. Дубна, Феникс. То же в Интернете с ошибками.
- В. И. Корогодин. 2010—2012. Феномен жизни. Избранные труды (в 2-х т). Отв. ред. С. Г. Инге-Вечтомов, А. Ф. Цыб. М.: Наука.
- Korogodin V.I., Bliznik K.M., Kapul’tsevich Yu.G., et al 2010—2012. Cascade mutagenesis: regularities and mechanisms. В кн. Феномен жизни. Избранные труды. Отв. ред. С. Г. Инге-Вечтомов, А. Ф. Цыб. М., Наука 1: 290—312.